# Bison bonasus hungarorum
Il bisonte dei Carpazi (Bison bonasus hungarorum Kretzoi, 1946) era una sottospecie di bisonte europeo che abitava i Carpazi, la Moldavia e la Transilvania. Il suo areale, forse, si estendeva anche alle odierne Ucraina e Ungheria.
Il suo declino iniziò un centinaio di anni prima di quello del suo stretto cugino, il bisonte del Caucaso, probabilmente a causa del suo areale, troppo vicino all'Europa centrale, quasi completamente urbanizzata. L'ultimo esemplare venne abbattuto in Transilvania nel 1790 e al giorno d'oggi la sottospecie è completamente estinta.